# Джон Норвіч
Джон Джуліус Купер, другий віконт Норвіч (англ. John Julius Cooper, 2nd Viscount Norwich; 15 вересня 1929 — 1 червня 2018) — англійський історик, автор численних історичних праць і популярних путівників, телеведучий.

## Біографія

### Походження, дитинство і молодість
Джон Джуліус Купер — єдиний син британського політика-консерватора Даффа Купера та Діани Купер. За лінією батька є нащадком Вільгельма IV і його фактичної дружини Дороті Джордан. Джон отримав освіту в Коледжі Верхньої Канади (був туди евакуйований), Ітонському коледжі і Страсбурзькому університеті. Служив у Королівському флоті. Здобув вчені ступені в Новому коледжі (Оксфордський університет).

### Кар'єра
Після завершення освіти працював у Міністерстві закордонних справ Великої Британії. Послідовно служив у Югославії й Лівані, був учасником британської делегації на конференції із роззброєння в Женеві. Після смерті батька в 1954 році успадкував титул віконта Норвіча, подарований Даффу Куперу 1952 року. Як віконт є членом Палати лордів британського парламенту.
У 1964 році залишив дипломатичну службу і зайнявся історією та літературою. Окрім написання книг Норвіч активно працював на BBC, де був автором і ведучим 30 документальних фільмів, зокрема таких: «Падіння Константинополя», «Сто днів Наполеона», «Кортес і Монтесума», «Старожитності Туреччини», «Максиміліан Мексиканський», «Мальтійські лицарі», «Загибель Наполеона IV в зулуській війні». Також письменник був редактором багатьох серій історичних книг; працював на радіо; активно займався громадською діяльністю, зокрема брав участь в багатьох благодійних акціях.
Твори Джона Норвіча не перекладалися українською мовою.

### Нагороди
1992 року віконт був нагороджений Королівським Вікторіанським орденом (зазвичай надається особам, які зробили монарху особисту послугу) за кураторство виставки «Правитель» (англ. Sovereign) в музеї Вікторії та Альберта на честь сорокової річниці вступу Єлизавети II на престол.

### Сімейне життя
Норвіч був двічі одружений, має двох дітей від першого шлюбу та доньку від позашлюбного зв'язку з американською балериною Енрікою Сомою Х'юстон (англ. Enrica Soma Huston), колишньою дружиною режисера Джона Х'юстона.